# チャコちゃんハーイ!
『チャコちゃんハーイ!』は、1965年2月4日から1966年1月27日までTBS系列の毎週木曜19:30 - 20:00（JST）に放送された児童向けドラマである。全52回。

## 概要
『チャコちゃんシリーズ』の第3作。前2作の好評を得て、遂に木曜19:30枠のライオン歯磨・ライオン油脂（現在ライオン）提供枠に進出した。
家族役には、お父さん役に佐藤英夫、お母さん役に高田敏江、お婆さん役に賀原夏子が初登場、この3名は（次作『チャコちゃん』を除き）1968年の『チャコとケンちゃん（第1作）』まで出演する。
また、放映当時は米国領だった沖縄でもRBCテレビで同時ネットされた。

## 出演者
- チャコちゃん：四方晴美
- お父さん：佐藤英夫
- お母さん：高田敏江
- お婆さん：賀原夏子

ほか

## スタッフ
- 監督：山際永三
- 制作：TBS、国際放映

## 主題歌
「空のように」
- 歌：芦野宏、四方晴美

## サブタイトル
1. 1965年2月4日 「はじめましてチャコよ」
2. 1965年2月11日 「パパよ眠れ」
3. 1965年2月18日 「小さなお客さま」
4. 1965年2月25日 「小さいいのち」
5. 1965年3月4日 「鬼のシッポ」
6. 1965年3月11日 「サヨナラおばちゃん」
7. 1965年3月18日 「結婚ってなあに?」
8. 1965年3月25日 「白いシャッポ」
9. 1965年4月1日 「もうすぐ一年生」
10. 1965年4月8日 「大きくなったら何になるの」
11. 1965年4月15日 「いじめっ子、いじめられっ子」
12. 1965年4月22日 「卵とひよこ」
13. 1965年4月29日 「叱られても言えないよ」
14. 1965年5月6日 「本日は特売日です」
15. 1965年5月13日 「あの人悪い人?」
16. 1965年5月20日 「四つの願いごと」
17. 1965年5月27日 「大人の目をのがれたい」
18. 1965年6月3日 「止まれ・注意・進め」
19. 1965年6月10日 「試験のない国」
20. 1965年6月17日 「おばあちゃん、泣いちゃいや」
21. 1965年6月24日 「お嫁に行きたい人」
22. 1965年7月1日 「てんやわんやのお留守番」
23. 1965年7月8日 「わかれ」
24. 1965年7月15日 「役目はおもい」
25. 1965年7月22日 「なぞなぞなあに?」
26. 1965年7月29日 「海へつれてって」
27. 1965年8月5日 「夏休み絵日記」
28. 1965年8月12日 「パパとママはデイト」
29. 1965年8月19日 「こわーい話」
30. 1965年8月26日 「金魚大会そうどう」- ゲスト：左卜全
31. 1965年9月2日 「おむすびの味」- ゲスト：山崎猛
32. 1965年9月9日 「可愛い坊さん」
33. 1965年9月16日 「大格闘」
34. 1965年9月23日 「指切りゲンマン」
35. 1965年9月30日 「習字のすすめ」
36. 1965年10月7日 「子どもバンザイ」
37. 1965年10月14日 「へんなおじいさん」- ゲスト：榎本健一
38. 1965年10月21日 「パパと駆けっこ」
39. 1965年10月28日 「むかし、むかし」
40. 1965年11月4日 「きょうは学芸会」- ゲスト：宮城まり子
41. 1965年11月11日 「数えて七つ」
42. 1965年11月18日 「妹がほしいの」
43. 1965年11月25日 「ママの休日」
44. 1965年12月2日 「ボーナスもらったら」
45. 1965年12月9日 「どこいくの? エルザ」
46. 1965年12月16日 「あッ、火事だ」
47. 1965年12月23日 「馬とそろばん」
48. 1965年12月30日 「ジロジロ作戦」
49. 1966年1月6日 「おそく届いたプレゼント」
50. 1966年1月13日 「竹馬そうどう」
51. 1966年1月20日 「お見舞の花たば」- ゲスト：小宮恵子
52. 1966年1月27日 「さよならまたね」

## 放送局
★印の局は、木曜19:30 - 20:00に放送
- ★TBS
- ★北海道放送[1]
- ★青森放送[1]
- ★岩手放送[1]
- ★秋田放送[1]
- ★山形放送[1]
- ★東北放送[1]
- ★福島テレビ[1]
- ★新潟放送[1]
- ★中部日本放送
- ★静岡放送
- ★北陸放送
- ★信越放送
- ★朝日放送[2]
- ★山陽放送[3]
- ★山陰放送[3]
- ★中国放送[3]
- ★南海放送[3]
- ★山口放送[3][4]
- ★RKB毎日放送
- ★大分放送
- ★長崎放送
- ★熊本放送
- ★宮崎放送
- ★南日本放送
- ★琉球放送